# Будайорш
Будайорш (угор. Budaörs) — місто в центральній частині Угорщини, у медьє Пешт в передмісті Будапешту. Населення — 27 655 осіб (2008).

## Розташування
Будайорш розташований серед Будайських пагорбів на височини Тетень. Місто знаходиться в безпосередній близькості від столиці Угорщини, на захід від XI району Будапешту. Поруч з містом проходить швидкісна магістраль М7, яка веде в південну частину Угорщини, у напрямку до озера Балатон.

## Історія

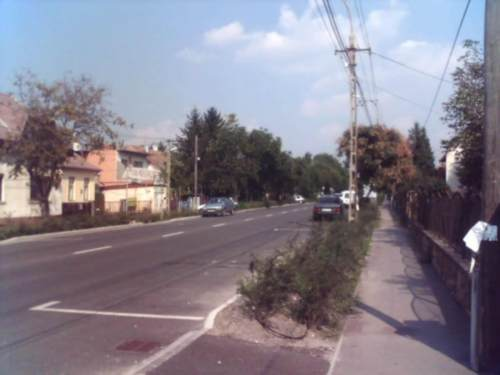
Центральна вулиця Будайорша (2005)

Перші поселення на сучасній території міста відносять до 3500 року до нашої ери. Розкопки неподалік від притоки річки Хосурет виявили предмети бронзової доби (1900—800 д.н. е.). До римлян, протягом близько 100 років, територію заселяли кельтські племена.

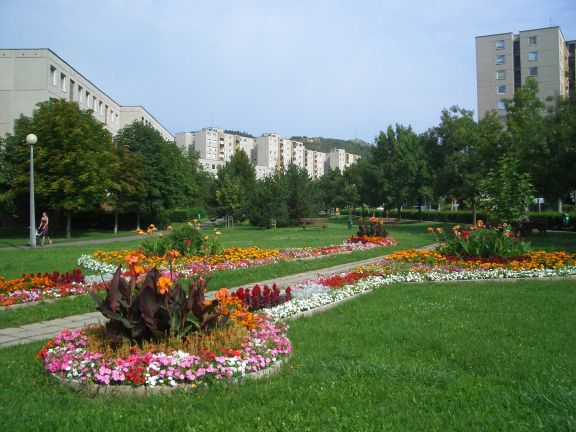
Житловий квартал Будайорша (2006)

 Перша згадка про Будайорш в літописах припадає на 1236 рік, коли угорський король Бела IV підніс в дар цистерціанцям церкву і каплицю Святого Мартина. Під час турецької окупації Угорщини, у період Османського правління, територія була не заселена аж до початку XVIII століття, коли графиня Жужанна Берчені віддала наказ про заселення території швабськими селянами.
З цього моменту місто почало розвиватися стрімкими темпами. Якщо в кінці XVIII століття населення налічувало 1143 осіб, то через 40 років ця цифра потроїлася.
Велика частина міста була зруйнована під час Другої світової війни. Після війни новий комуністичний уряд Будайорша став витісняти етнічних німців, які жили на території міста.

## Національні меншини
У місті проживає велика кількість німців і німецькомовних угорців, які називають місто по своєму — Wudersch (Вудерш). Також в місті проживає хорватська нацменшина, серед якого заведено називати місто по своєму — Jerša, Erša та Vundeš.

## Спорт

### Футбол
У місті базується футбольна команда Budaörs SC, у сезоні 2008/09 виступає в західному дивізіоні другий національної ліги Угорщини (NB II — Nyugati csoport). Команда заснована в 1924 році.

### Футзал
Міська команда з футзалу (мініфутбол) є триразовим чемпіоном Угорщини (1998, 2000, 2005), п'ятикратним володарем Кубка Угорщини (1995, 1999, 2000, 2005, 2008) і володарем Суперкубка Угорщини 2005 року.

## Міста-побратими
- Брецфельд (нім. Bretzfeld), Німеччина
- Піргос (грец. Πύργος), Греція
- Каніжа (серб. Кањіжа / Kanjiža), Сербія
- Нова Виска (словац. Nowa Vieska), Словаччина
- Імі, Ефіопія